# 3631 Sigyn
3631 Sigyn è un asteroide della fascia principale del diametro medio di circa 35,18 km. Scoperto nel 1987, presenta un'orbita caratterizzata da un semiasse maggiore pari a 3,0972639 UA e da un'eccentricità di 0,0734008, inclinata di 14,37655° rispetto all'eclittica.
L'asteroide è dedicato alla figlia dello scopritore belga, appassionata di astronomia.